# Marion Cothren
Marion Benedict Cothren (Brooklyn, Nueva York, 1880–Maine, 1949) fue una activista estadounidense sufragista, pacifista, abogada y autora de libros para niños. 

## Infancia y educación
Creció en Brooklyn con sus padres William Marsh Benedict (abogado) y Grace Dillingham Benedict (alumna de Vassar). Cothren se graduó en 1900 en la Vassar College y realizó una formación docente en la Universidad de Columbia (MA 1901). Fue admitida en la asociación profesional de abogados de Nueva York en 1909.

## Carrera
Cothren fue a Europa durante la Primera Guerra Mundial para trabajar con la Cruz Roja Internacional en Toul, Francia, una experiencia que ella acreditó al confirmar su pacifismo: "Cuando finalmente dejé Francia, me llevé conmigo no sólo el odio teórico de los pacifistas a la guerra, sino un odio nacido de una abrumadora simpatía por los que luchaban".
Cothren fue miembro de la College Equal Suffrage League, el capítulo de Nueva York de la Women's Trade Union League, y el  Club Heterodoxy, un club de debate feminista con sede en Greenwich Village, entre otros clubs. Formó parte del Consejo Asesor Nacional del Partido Nacional de la Mujer, fue una de las presidentas honorarias del Partido de Mujeres por la Paz cuando se fundó en 1915, y fue una de las treinta mujeres estadounidenses que asistieron al Congreso Internacional de Mujeres de La Haya ese mismo año. Cothren también fue una defensora vocal de Margaret Sanger, y presidió la New York Women's Publishing Company, la editorial de Birth Control Review, de 1918 a 1923.
Entre sus libros para niños están: Cher Ami : The Story of a Carrier Pigeon (1934), The Adventures of Dudley and Guilderoy (1941), Pigeon Heroes: Birds of War and Messenger of Peace (1944), Buried Treasure: The Story of America's Coal (1945), This is the Moon (1946), and Pictures of France by her Children (publicado póstumamente, 1950). También escribió The ABC of Voting, A Handbook of Government and Politics for the Women of New York State (1918) para instruir a las nuevas votantes.

## Vida personal
Cothren se casó con el abogado Frank Howard Cothren en 1904. Tuvo una hija, Frances (más tarde señora J. Roy Fuller). Enviudó en 1914 cuando su esposo, que había estado enfermo, sufrió una sobredosis de morfina. Durante la década de 1930 vivió con la escultora Janet Scudder en París. Regresó a los Estados Unidos en 1940. 
Murió en 1949, a los 69 años, cayendo accidentalmente de un acantilado en Maine.